# Giuseppe Pizza
Giuseppe Pizza (Sant'Eufemia d'Aspromonte, 21 dicembre 1947) è un politico italiano, segretario nazionale della rinata Democrazia Cristiana.

## Attività politica

### Nella Democrazia Cristiana
Laureato in scienze politiche all'Università degli Studi di Napoli Federico II nel 1975, ha svolto fin da giovane attività politica all'interno della Democrazia Cristiana storica: è stato delegato nazionale del Movimento Giovanile della Democrazia Cristiana dal 1974 al 1975, è stato componente della direzione nazionale e della Giunta esecutiva con le segreterie politiche rette da Arnaldo Forlani prima e da Amintore Fanfani poi.
In seguito alla fine dell'esperienza politica della DC, nel 1994, è stato, tra quelli che hanno portato avanti, seguendo l'iniziativa di Flaminio Piccoli, il movimento politico di Rinascita della Democrazia Cristiana e, dopo la morte di Piccoli, è stato il fondatore di un soggetto politico che rivendica proprio il nome di "Democrazia Cristiana" e il simbolo dello Scudo Crociato con la scritta Libertas.
È cittadino onorario di Bronte (CT), Petina (SA) e Montella (AV).

### La rinascita dello Scudo Crociato e la successiva scissione
Nel dicembre 2003 Pizza viene eletto all'unanimità segretario nazionale della DC succedendo ad Angelo Sandri, in quello che il suo movimento politico ha considerato il XIX congresso, considerandolo in continuità numerica con i congressi della storica DC.
Ha condotto il partito alle elezioni europee del 2004 sotto le insegne di "Paese Nuovo", visti i problemi giuridici sull'utilizzo del nome e del simbolo storici. Il deludente risultato (0,2% nazionale), pochi mesi dopo, ha condotto alla rottura con una parte dello stesso partito che, guidata da Sandri, ha costituito il Partito della Democrazia Cristiana rivendicando per sé il nome e il simbolo della DC, e per questo è stato espulso dal partito.
In occasione delle elezioni politiche del 2006, Pizza si schiera con l'Unione di Romano Prodi siglando un accordo con la Lista Consumatori, eleggendo in Calabria un Senatore. A novembre, al suo partito viene attribuita - al termine di un lungo procedimento giudiziario - la legittimità di continuatore ufficiale della storica DC. Eletto, sempre all'unanimità, segretario politico della Democrazia Cristiana nel XX Congresso, celebrato a Roma nel novembre del 2006.
Rimasto deluso dalla politica condotta dalla coalizione di centro-sinistra, per le elezioni politiche del 13 e 14 aprile 2008 si è alleato con il partito del Popolo della Libertà.
Dal 12 maggio 2008 al 16 novembre 2011 è stato Sottosegretario di Stato all'Istruzione, Università e Ricerca Scientifica
In occasione del XXI Congresso Nazionale, celebratosi presso l'Hotel Ergife di Roma il 13 e 14 marzo 2010, è stato riconfermato all'unanimità, per la terza volta consecutiva, Segretario Politico Nazionale della Democrazia Cristiana.
Alle elezioni politiche del 2013 grazie ad un accordo con il PdL è candidato alla Camera dei Deputati, nella circoscrizione Lazio 2, nelle liste del Popolo della Libertà (in quarta posizione, in quota DC), risultando tuttavia il primo dei non eletti.

## Procedimenti giudiziari
Nel luglio 2016 risulta indagato dalla procura di Roma per fatti di associazione per delinquere finalizzata alla frode fiscale, corruzione e riciclaggio, truffa ai danni dello Stato e appropriazione indebita. Il 14 dicembre 2023 è stato assolto da tutte le accuse "perché il fatto non sussiste".